# Kazys Boruta

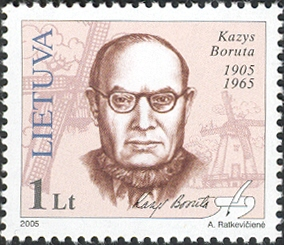
Litauische Briefmarke, 2005

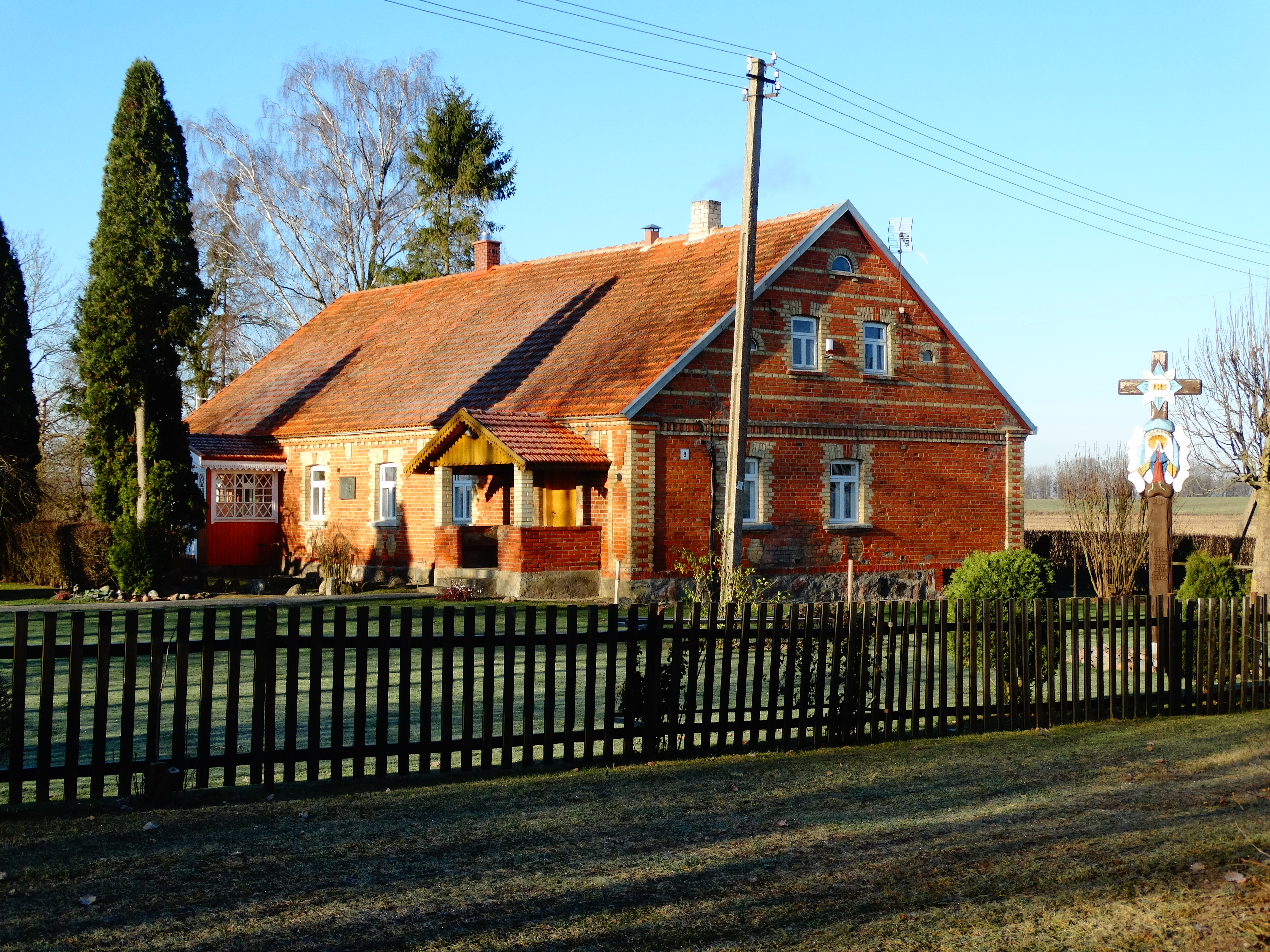
Geburtshaus in Kūlokai

Kazys Boruta (6. Januar 1905 in Kūlokai nahe Marijampolė, Wolost Liudvinavas, Bezirk Kalvarija – 9. März 1965, in Vilnius, Litauische SSR) war ein litauischer Schriftsteller, Dichter und politischer Aktivist.

## Leben
Er lernte mit seinen Brüdern an der Schule Liudvinavas in Liudvinavas. Während des Ersten Weltkriegs lebte Kazys Boruta in Moskau und lernte an einem Gymnasium. Im Jahr 1918 kehrte er nach Litauen zurück. Er setzte seine Ausbildung am Žiburys-Gymnasium in Marijampolė und ab 1920 am Lehrerseminar Marijampolė fort.
Während der faschistischen Smetona-Diktatur schloss er sich der Autorengruppe rund um die Zeitschrift Trečias frontas an, deren Vertreter zumeist von einer avantgardistischen Haltung zu einer kämpferischen wechselten. Von 1926 bis 1930 studierte er in Wien. Dort lernte er seine erste Frau Ona Kazanskaitė (1905–1941) kennen. Während der NS-Besatzung Litauens unterstützte er die Bibliothekarin Ona Šimaitė in ihrer Widerstandstätigkeit und ihrer humanitären Hilfe für die Juden im Ghetto von Vilnius.
Sein bekanntestes Werk, Baltaragio malūnas (deutsch Die Mühle des Baltaragis), gibt es auch als Bühnenfassung, als Verfilmung (unter dem litauischen Titel Velnio nuotaka, de: Die Teufelsbraut) und als Ballett.

## Privates
Seine Frauen waren Ona Kazanskaitė-Borutienė (1905–1941), Elga Borutienė (1917–2006) und Professorin Jadvyga Čiurlionytė-Abraitienė-Borutienė (1900–1992), die Schwester des Komponisten und Malers Mikalojus Konstantinas Čiurlionis (1875–1911). 
Der Sohn seines Bruders war Jonas Boruta (1944–2022), jesuitischer Ordensgeistlicher und römisch-katholischer Bischof von Telšiai.